# Campionati italiani estivi di nuoto 2019
I Campionati italiani estivi di nuoto 2019 si sono svolti a Roma dall'1 al 4 agosto 2019. È stata utilizzata la vasca da 50 metri.

## Podi

### Uomini
| Evento       | Oro                   | Tempo    | Argento           | Tempo    | Bronzo                   | Tempo    |
| Stile libero |                       |          |                   |          |                          |          |
| 50 m         | Luca Dotto            | 22"14    | Giovanni Izzo     | 22"27    | Manuel Frigo             | 22"33    |
| 100 m        | Manuel Frigo          | 48"84    | Filippo Megli     | 49"50    | Giovanni Izzo            | 49"65    |
| 200 m        | Stefano Ballo         | 1'47"80  | Filippo Megli     | 1'47"94  | Matteo Ciampi            | 1'48"75  |
| 400 m        | Matteo Ciampi         | 3'51"23  | Fabio Lombini     | 3'52"71  | Alessio Proietti Colonna | 3'53"35  |
| 800 m        | Domenico Acerenza     | 7'58"32  | Davide Galimberti | 8'03"21  | Andrea Manzi             | 8'06"50  |
| 1500 m       | Alessio Occhipinti    | 15'15"93 | Andrea Manzi      | 15'26"18 | Marcello Guidi           | 15'29"62 |
| Dorso        |                       |          |                   |          |                          |          |
| 50 m         | Matteo Milli          | 25"01    | Niccolò Bonacchi  | 25"40    | Simone Sabbioni          | 25"70    |
| 100 m        | Christopher Ciccarese | 54"52    | Matteo Milli      | 54"80    | Simone Sabbioni          | 54"92    |
| 200 m        | Christopher Ciccarese | 1'58"87  | Matteo Restivo    | 1'58"95  | Emanuel Turchi           | 2'01"31  |
| Rana         |                       |          |                   |          |                          |          |
| 50 m         | Andrea Toniato        | 27"87    | Federico Poggio   | 28"13    | Andrea Castello          | 28"20    |
| 100 m        | Federico Poggio       | 1'00"66  | Andrea Toniato    | 1'01"43  | Edoardo Giorgetti        | 1'01"59  |
| 200 m        | Edoardo Giorgetti     | 2'10"93  | Andrea Castello   | 2'13"88  | Flavio Bizzarri          | 2'14"70  |
| Farfalla     |                       |          |                   |          |                          |          |
| 50 m         | Daniele D'Angelo      | 23"77    | Giulio Brugnoni   | 23"87    | Giovanni Izzo            | 23"89    |
| 100 m        | Matteo Rivolta        | 52"60    | Daniele D'Angelo  | 52"82    | Giacomo Carini           | 53"32    |
| 200 m        | Giacomo Carini        | 1'57"89  | Giuseppe Perfetto | 1'58"50  | Matteo Pelizzari         | 1'58"72  |
| Misti        |                       |          |                   |          |                          |          |
| 200 m        | Lorenzo Glessi        | 2'01"87  | Giovanni Sorriso  | 2'01"98  | Emanuele Brivio          | 2'02"12  |
| 400 m        | Pier Andrea Matteazzi | 4'17"98  | Lorenzo Tarocchi  | 4'19"04  | Emanuele Brivio          | 4'21"93  |

### Donne
| Evento       | Oro                      | Tempo    | Argento               | Tempo    | Bronzo                   | Tempo    |
| Stile libero |                          |          |                       |          |                          |          |
| 50 m         | Silvia Di Pietro         | 25"31    | Giulia Spaziani       | 25"70    | Giorgia Biondani         | 25"74    |
| 100 m        | Paola Biagioli           | 55"46    | Giulia Spaziani       | 56"14    | Aglaia Pezzato           | 56"58    |
| 200 m        | Giorgia Romei            | 2'01"07  | Paola Biagioli        | 2'01"85  | Rachele Ceracchi         | 2'02"03  |
| 400 m        | Simona Quadarella        | 4'07"72  | Giorgia Romei         | 4'09"30  | Martina Rita Caramignoli | 4'09"34  |
| 800 m        | Martina Rita Caramignoli | 8'30"72  | Giulia Gabbrielleschi | 8'37"72  | Diletta Carli            | 8'42"23  |
| 1500 m       | Martina Rita Caramignoli | 16'14"85 | Giulia Gabbrielleschi | 16'32"93 | Aurora Ponselé           | 16'45"57 |
| Dorso        |                          |          |                       |          |                          |          |
| 50 m         | Silvia Scalia            | 28"42    | Tania Quaglieri       | 28"52    | Carlotta Zofkova         | 28"71    |
| 100 m        | Carlotta Zofkova         | 1'00"55  | Silvia Scalia         | 1'01"32  | Letizia Paruscio         | 1'02"89  |
| 200 m        | Carlotta Zofkova         | 2'13"20  | Giulia Ramatelli      | 2'14"21  | Alessia Polieri          | 2'15"35  |
| Rana         |                          |          |                       |          |                          |          |
| 50 m         | Natalia Foffi            | 31"58    | Sofia Martini         | 31"82    | Ilaria Scarcella         | 31"84    |
| 100 m        | Arianna Castiglioni      | 1'07"63  | Anna Pirovano         | 1'08"58  | Ilaria Scarcella         | 1'08"91  |
| 200 m        | Francesca Fangio         | 2'26"24  | Manuela Mendolicchio  | 2'30"13  | Lisa Angiolini           | 2'30"38  |
| Farfalla     |                          |          |                       |          |                          |          |
| 50 m         | Elena Di Liddo           | 26"23    | Silvia Di Pietro      | 26"55    | Tania Quaglieri          | 26"64    |
| 100 m        | Ilaria Bianchi           | 58"57    | Claudia Tarzia        | 1'00"06  | Federica Greco           | 1'00"20  |
| 200 m        | Anna Pirovano            | 2'10"60  | Stefania Pirozzi      | 2'10"73  | Francesca Annis          | 2'11"22  |
| Misti        |                          |          |                       |          |                          |          |
| 200 m        | Sara Franceschi          | 2'13"44  | Anna Pirovano         | 2'14"93  | Luisa Trombetti          | 2'16"25  |
| 400 m        | Alessia Capitanio        | 4'45"11  | Luisa Trombetti       | 4'45"14  | Alessia Polieri          | 4'48"38  |